# Cratichneumon vaccinii
Cratichneumon vaccinii är en stekelart som beskrevs av Heinrich 1961. Cratichneumon vaccinii ingår i släktet Cratichneumon och familjen brokparasitsteklar. Inga underarter finns listade i Catalogue of Life.